# USATT
USATT (USA Table Tennis) est une association américaine gérant le tennis de table aux États-Unis.
Elle est responsable de l'organisation des tournois de tennis de table aux États-Unis. Elle a été fondée en 1933 sous le nom United States Table Tennis Association.
En plus de l'organisation des tournois, USATT attribue et met à jour les classements nationaux.
Son siège est situé à Colorado Springs en Californie.
Bien que l'on compte plus de 19 millions de pratiquants en loisirs, l'association ne compte que 8100 membres en 2010. Il y a plus de 300 clubs affiliés, dont 50 en Californie.

## Principales compétitions
Créé en 1931, l'U.S. Open est la plus ancienne compétition de tennis de table aux États-Unis. Il a attiré plus de 600 participants lors de l'édition 2010. Parmi les anciens vainqueurs figurent Chen Weixing et Aleksandar Karakašević chez les hommes, et Zhang Mo ou Li Jiawei chez les dames.
Le championnat national se déroule chaque année depuis 1976. Le tenant du titre 2010 est Timothy Wang.
D'autres compétitions sont organisées régulièrement, dont le tournoi de qualification pré-olympique.